# Federica Russo
Federica Russo (ur. 10 października 1991 w Turynie) – włoska piłkarka, grająca na pozycji bramkarza.

## Kariera piłkarska

### Kariera klubowa
Wychowanka FCF Juventus 1978. W 2009 rozpoczęła karierę piłkarską w ACF Torino. W sezonie 2012/13 występowała w FF Lugano 1976, a potem zasiliła skład ACF Alba. W lipcu 2015 została piłkarką Cuneo Calcio Femminile. W następnym sezonie 2016/17 broniła barw San Bernardo Luserna Calcio Femminile. W lipcu 2017 przeniosła się do nowo utworzonego Juventusu Women. Latem 2019 została zaproszona do Napoli Calcio Femminile.

## Sukcesy i odznaczenia

### Sukcesy piłkarskie
Cuneo Calcio Femminile
- mistrz Serie B: 2015/16 (grupa C)

Juventus Women
- mistrz Włoch: 2017/18, 2018/19
- zdobywca Pucharu Włoch: 2018/19